# Miłków (województwo świętokrzyskie)
Miłków – wieś w Polsce, położona w województwie świętokrzyskim, w powiecie ostrowieckim, w gminie Bodzechów.
W latach 1975–1998 miejscowość należała administracyjnie do województwa kieleckiego.
Miejscowość położona jest na Wyżynie Sandomierskiej, przy drodze krajowej nr 9. Wieś sąsiaduje z miejscowościami: Gromadzice, Jędrzejów, Ostrowiec Świętokrzyski, Rżuchów oraz Szewna. Graniczy z gminą Sadowie i zarazem z powiatem opatowskim. 
W Miłkowie funkcjonuje remiza Ochotniczej Straży Pożarnej. W latach 1919–2019 funkcjonowała publiczna szkoła podstawowa. Znajduje się tu kościół pw. Niepokalanego Serca Maryi wzniesiony w latach 1989–1995. Kościół jest siedzibą rzymskokatolickiej parafii, należącej do dekanatu Szewna, diecezji sandomierskiej. We wsi działa organizacja Koła Gospodyń Wiejskich.
| SIMC    | Nazwa             | Rodzaj                |
| ------- | ----------------- | --------------------- |
| 0229560 | Dwór              | część wsi             |
| 0229576 | Horodelszczyzna   | część wsi, do 2024 r. |
| 1018605 | Kolonia Miłkowska | część wsi             |
| 0229582 | Madejówka         | część wsi, do 2024 r. |
| 0229599 | Marianków         | część wsi             |
| 0229607 | Marianków Bankowy | część wsi             |
| 0229613 | Niwka             | część wsi, do 2024 r. |
| 0229620 | Przy Szosie       | część wsi             |
| 0229636 | Stara Wieś        | część wsi             |
| 0229642 | Stary Gościniec   | część wsi             |

## Historia
W XIX w. wieś była własnością braci Dowborów. W 1827 r. było tu 18 domów i 104 mieszkańców. W 1830 r. na polecenie księcia Lubeckiego wykonano tu poszukiwania górnicze, które wykazały obecność złóż rudy żelaza (35%), glinki ogniotrwałej oraz węgla kamiennego. Bracia Dowborowie urządzili w Miłkowie oraz w sąsiednim Rżuchowie kopalnie rudy, które jednakże zostały opuszczone w 1860 r. z powodu problemów z napływem wody.
Złoża węgla kamiennego w Miłkowie były eksploatowane przez Niemców w czasie II wojny światowej. Pokłady węgla były dość cienkie, żyły miały grubość zaledwie od 0,5 do 1 m. Węgiel z Miłkowa miał natomiast wysoką jakość. Kopalnia podzielona była na cztery strefy wydobywcze, a urobek transportowany był na powierzchnię kolebami za pomocą wciągarki elektrycznej. Kopalnia została zlikwidowana przez Niemców po zdobyciu przez Rosjan przyczółków na Wiśle. W latach powojennych eksploatacji złóż nie wznowiono. Opuszczona kopalnia została zalana.
W Miłkowie znajdują się skały piaskowca jurajskiego. Miłkowska skała piaskowca z dolnej jury (hettang) jest jednym z eksponatów Muzeum Geologicznego Państwowego Instytutu Geologicznego w Warszawie.
W latach 1954–1959 wieś należała i była siedzibą władz gromady Miłków, po jej zniesieniu w gromadzie Bodzechów. W latach 1975–1998 miejscowość administracyjnie należała do województwa kieleckiego.

## Kościół
Od chwili powstania Miłków należał on do rzymskokatolickiej parafii Szewna. 13 listopada 1956 roku w Miłkowie została odprawiona pierwsza Msza święta w kaplicy powstałej staraniem proboszcza parafii Szewna ks. Marcina Popiela z pomocą właścicieli dworu państwa Chrząszczewskich. Kaplica poświęcona Niepokalanemu Sercu Maryi i świętemu Józefowi powstała w dawnym dworze miłkowskim znajdującym się na obecnej ulicy Szkolnej w Miłkowie. Msze święte w tym miejscu odprawiano do 1995 roku, czyli czasu wybudowania kościoła w Miłkowie.
Parafia Miłków erygowana została przez bpa Edwarda Materskiego 31 sierpnia 1991 r. W jej skład weszły miejscowości z dotychczasowych parafii Szewna (Miłków, Jędrzejów) oraz Wszechświęte (Rżuchów). Pierwszym proboszczem tej placówki został ks. Andrzej Bąk. W 2010 r. bp Krzysztof Nitkiewicz oddzielił od parafii Miłków sołectwo Jędrzejów, tworząc tam samodzielny rektorat terytorialny pw. św. Franciszka w Jędrzejowie, mianując rektorem ks. Andrzeja Chuchnowskiego.
25 września 1992 roku pani Marianna Lasota dokonała darowizny działki przy obecnej ulicy Ostrowieckiej w Miłkowie pod budowę kościoła. Kościół parafialny pw. Niepokalanego Serca Maryi zbudowany został w latach 1993-1995 wg projektu arch. Wojciecha Słabonia. Kamień węgielny poświęcił i wmurował bp Marian Zimałek 11 lipca 1993 r. Nad całością prac budowlanych czuwał ks. Andrzej Bąk. Uroczystego poświęcenia kościoła dokonał bp Wacław Świerzawski w 1995 r. Od 1996 roku proboszczem parafii został ks. Stanisław Gaweł, który kontynuował prace duszpasterskie, budowlane i wykończeniowe.
Świątynia jest budowlą współczesną, o tradycyjnym wyglądzie z witrażami. Bryłę kościoła stanowi prostokątna nawa pod dwuspadowym dachem, z trójkami półkoliście zamkniętych okien przechodzących od ścian w lunetki dachu. Niższe i węższe prezbiterium zamknięte jest półkoliście. Pod prezbiterium znajduje się symboliczny Grób Pański. W nawie bocznej znajdują się dwa konfesjonały. Przybudówka zakrystii łączy budynek kościelny z plebanią. Po lewej stronie prostego frontonu wznosi się kwadratowa wieża z otwartą arkadą i balustradką, nakryta ostrosłupowym, wielobocznym dachem zwieńczonym krzyżem. Kościół posiada organy. W 2002 r. wybudowano kaplicę przedpogrzebową na placu kościelnym. W 2023 r. przed kościołem postawiono pomnik papieża św. Jana Pawła II.
Przy DK nr 9 niedaleko remizy znajduje się kamienna figura św. Jana Nepomucena. W 1997 r. utrącono i skradziono jego głowę, rok później figura powróciła na swoje miejsce z datą 1998 na cokole - datą remontu tego obiektu. W 2007 r. w wyniku wypadku samochodowego figura świętego została całkowicie zniszczona. Latem 2008 r. nepomuk został zrekonstruowany i powrócił na swoje miejsce. Na cokole znajduje się napis "Módl się za nami grzesznymi".

### Proboszczowie
1. ks. Andrzej Bąk (od 1991 do 1996)
2. ks. Stanisław Gaweł (od 1996 do 2013)
3. ks. Wojciech Szpara (od 2013 do 2018)
4. ks. Krzysztof Bartkiewicz (od 2018)

Msze święte:
- w niedziele i święta: 8.00, 10.00, 12.00
- w dni powszednie: 17.00
- w święta państwowo zniesione: 10.00, 17.00.

Do parafii należą: Miłków, Rżuchów (część), Obręczna (część).
Ogólna liczba parafian: ok. 1121.
Kapłani pochodzący z parafii: K. Buczak.
Siostry zakonne pochodzące z parafii: M. Pronobis.
Grupy parafialne: Koło Żywego Różańca, Koło Przyjaciół WSD, Liturgiczna Służba Ołtarza, schola.
Cmentarz: parafialny we wsi Szewna, odległość od kościoła 3,5 km.